# Cosmocyphus
Cosmocyphus is een geslacht van uitgestorven zee-egels uit de familie Phymosomatidae.

## Soorten
- Cosmocyphus saemanni (Coquand, 1860) † Boven-Campanien, Europa.
- Cosmocyphus princeps (Hagenow, 1840) † Campanien-Maastrichtien, Europa.
- Cosmocyphus krimica (Weber, 1934) † Maastrichtien van België en Denemarken; Danien van Polen, Oekraïne en de Krim, Turkmenistan en Kazachstan.
- Cosmocyphus lefebvrei Gauthier, 1901 † Turonien, Egypte, India.